# Liogenys mendozana
Liogenys mendozana är en skalbaggsart som beskrevs av Moser 1918. Liogenys mendozana ingår i släktet Liogenys och familjen Melolonthidae. Utöver nominatformen finns också underarten L. m. incisa.